# Juan de Saavedra
Juan de Saavedra (* in Valparaíso de Arriba, Provinz Cuenca; † 21. Mai 1554 in Chuquinga, Peru) war ein spanischer Konquistador.
Juan de Saavedra diente unter Diego de Almagro 1535 bei der Eroberung von Peru. Im Jahre 1536 entdeckte er mit seinem Schiff die Bucht von Valparaíso. Offiziell wurde die Stadt erst 1544 von Juan Bautista Pastene gegründet. Im Jahre 1541 ermordete Almagros gleichnamiger Sohn Diego de Almagro „el Mozo“ Francisco Pizarro und ernannte sich selbst zum Generalkapitän von Peru. Juan de Saavedra nahm an der Schlacht von Chupas gegen Diego de Almagro am 16. September 1542 teil. Oberrichter Vaca de Castro nahm Diego de Almagro gefangen und ließ ihn und seine Anhänger hinrichten.
1547 nahm Saavedra an der Schlacht von Jaquijahuana teil. 1549 wurde er zum Gouverneur von Cusco ernannt, aber 1551 wieder abgesetzt. Er starb im Kampf bei der Rebellion des Francisco Hernández Girón im Jahre 1554 bei Chuquinga (Peru).
| Personendaten    | Personendaten                        |
| ---------------- | ------------------------------------ |
| NAME             | Saavedra, Juan de                    |
| KURZBESCHREIBUNG | spanischer Konquistador              |
| GEBURTSDATUM     | vor 1535                             |
| GEBURTSORT       | Valparaíso de Arriba, Provinz Cuenca |
| STERBEDATUM      | 21. Mai 1554                         |
| STERBEORT        | Chuquinga, Peru                      |